# Apantesis colorata
Apantesis colorata är en fjärilsart som beskrevs av Walker 1864. Apantesis colorata ingår i släktet Apantesis och familjen björnspinnare. Inga underarter finns listade i Catalogue of Life.